# Nordiska rättegångstävlingen om de mänskliga rättigheterna
Nordiska rättegångstävlingen om de mänskliga rättigheterna är en årlig rättegångstävling på Europakonventionens område. Rättegångstävlingen är öppen för nordiska juriststudenter och hette fram till år 2004 Tävlingen om det Sporrong-Lönnrothska Priset. 
Tävlingen hölls första gången år 1984 och startades av professor em. Jacob W.F. Sundberg vid Stockholms universitet som genom denna arbetsform såg en möjlighet för nordiska studenter att erhålla en systematisk och principiell förståelse för Europakonventionens praktiska tillämpning. I Sverige ingår tävlingen - vilken består av en skriftlig respektive en muntlig del - som ett moment i en fördjupningskurs (specialkurs på avancerad nivå) på Juristprogrammet kallad Praktisk Europaprocess. Det muntliga tävlingsmomentet (som är indelad i grundomgångar, semifinal respektive final) hålls i juni varje år i någon av de nordiska huvudstäderna enligt ett rullande schema.
Ledamöterna i juryn har varierat mellan åren, men gemensamt för alla år är att varje nordiskt land är representerat av lagfarna domare från Europadomstolen samt respektive lands högsta juridiska rättsinstanser.  
Tävlingen är öppen för 13 deltagarlag, som är knutna till var sin advokatklubb, vars löpande verksamhet finansieras av respektive universitet och advokatbyråer. Lagen tränas av jurister och tävlingarna avgörs inför några av Nordens främsta domare som är verksamma vid ländernas högsta domstolar och vid Europadomstolen.
Tävlingen finansieras även till viss del av en fond vars medel består av en donation från Sporrong och Lönnroth som vunnit ett uppmärksammat mål i Europadomstolen där den svenska staten för första gången fälldes för brott mot Europakonventionen.
Vinnarlaget i tävlingen har de senaste åren fått möjlighet att åka till Europadomstolen i Strasbourg för att där plädera mot det lag som vunnit i tävlingens motsvarighet på Balkan; Trans-European Moot Court Finals (TEMCF) .  TEMCF startades 2007 med inspiration från Nordiska rättegångstävlingen om de mänskliga rättigheterna.
Tävlingsledningen består av bl.a. människorättsjuristen Alexander Ottosson, docent Claes Granmar och Fredrik Sundberg som tidigare har varit avdelningschef vid Europarådet och ansvarig för implementeringen av Europadomstolens domar .
Under åren 2020-2021 genomfördes tävlingen digitalt till följd av Covid-19 och pandemin.
Följande universitet/advokatklubbar deltar för närvarande i tävlingen:

## Sverige
- Juridiska fakulteten vid Stockholms universitet - Club St. Erik, Club Brinnen Bodström Båvestam, Club Södermark
- Juridiska fakulteten vid Lunds universitet - Club Iuslund
- Juridiska fakulteten vid Uppsala universitet - Club Örnfot
- Juridiska fakulteten vid Umeå universitet - Club Nywa[15] (tidigare Club Kaiding)

## Finland
- Juridiska fakulteten vid Helsingfors universitet - Club Lejonhjärta
- Juridiska fakulteten vid Åbo universitet och Rättsvetenskapliga institutionen vid Åbo Akademi - Club Åbo

## Norge
- Juridiska fakulteten vid Oslo universitet - Club Schjødt
- Juridiska fakulteten vid Tromsø universitet - Club Tromsø

## Danmark
- Juridiska fakulteten vid Köpenhamns universitet - Club Lannung
- Juridiska fakulteten vid Århus universitet - Club Munch Andersen

## Island
- Juridiska fakulteten vid Islands Universitet - Club Lögberg